# Venezuela ai Giochi della XXVI Olimpiade
Il Venezuela partecipò ai Giochi della XXVI Olimpiade, svoltisi ad Atlanta, Stati Uniti, dal 19 luglio al 4 agosto 1996, con una delegazione d 39 atleti impegnati in dodici discipline.